# Bafatá
Bafatá er en by i det centrale Guinea-Bissau, hovedstad i en region af samme navn, og med et indbyggertal på 29.556 (2009). Byen var fødested for den afrikanske nationalist Amílcar Cabral.